# Elecciones estatales de Yucatán de 2001
Las elecciones estatales de Yucatán de 2001 se llevaron al cabo el domingo 27 de mayo de 2001, y en ellas se renovaron los siguientes cargos de elección popular en el estado mexicano de Yucatán:
- Gobernador de Yucatán. Titular del Poder Ejecutivo del estado, electo para un periodo de seis años no reelegibles en ningún caso, el candidato electo fue Patricio Patrón Laviada.
- 106 ayuntamientos. Compuestos por un Presidente Municipal y regidores, electos para un periodo de tres años no reelegibles para el periodo inmediato.
- 25 diputados del Congreso del Estado. 15 electos por mayoría relativa en cada uno de los Distrito Electorales, 10 por representación proporcional.

## Resultados electorales
El Partido Acción Nacional obtuvo el triunfo en la gubernatura con la candidatura de Patricio Patrón Laviada, siendo el primer gobernador electo emanado de un partido de oposición en la entidad, presentando la alternancia en Yucatán, luego de 55 años de sucesivos gobiernos del Partido Revolucionario Institucional en el estado. 

### Ayuntamientos
| Partido | Partido                              | Municipios |
| ------- | ------------------------------------ | ---------- |
|         | Partido Revolucionario Institucional | 78         |
|         | Partido Acción Nacional              | 26         |
|         | Partido de la Revolución Democrática | 1          |
|         | Partido del Trabajo                  | 0          |
|         | Partido Verde Ecologista de México   | 1          |
|         | Convergencia por la Democracia       | 0          |
|         | Partido de la Sociedad Nacionalista  | 0          |
|         | Partido Alianza Social               | 0          |
|         | Partido Alianza por Yucatán          | 0          |
|         | Partido del Centro Democrático       | 0          |

Fuente: Instituto de Mercadotecnia y Opinión

#### Municipio de Mérida
- Ana Rosa Payán  Hecho

#### Municipio de San Felipe
- Joaquín Díaz Mena  Hecho

#### Municipio de Motul
- Carlos Filemón Kuk y Can  Hecho

### Diputados
| Partido | Partido                              | Distritos |
| ------- | ------------------------------------ | --------- |
|         | Partido Revolucionario Institucional | 9         |
|         | Partido Acción Nacional              | 6         |
|         | Partido de la Revolución Democrática | 0         |
|         | Partido del Trabajo                  | 0         |
|         | Partido Verde Ecologista de México   | 0         |
|         | Convergencia por la Democracia       | 0         |
|         | Partido de la Sociedad Nacionalista  | 0         |
|         | Partido Alianza Social               | 0         |
|         | Partido Alianza por Yucatán          | 0         |
|         | Partido del Centro Democrático       | 0         |

Fuente: Instituto de Mercadotecnia y Opinión
| Predecesor: Elecciones estatales de Yucatán de 1998 | Elecciones estatales de Yucatán 2001 | Sucesor: Elecciones estatales de Yucatán de 2004 |